# Eisenbahnerfamilie
Eisenbahnerfamilie ist ein Dokumentarfilm des DEFA-Studios für Dokumentarfilme im Auftrag des Fernsehens der DDR von Karlheinz Mund aus dem Jahr 1984.

## Handlung
1963 drehte Karlheinz Mund seinen Diplomfilm an der Hochschule für Film und Fernsehen. Hauptakteurin in diesen Film war Edith, eine der ersten weiblichen Lokführerinnen der Deutschen Reichsbahn. Heute, zwanzig Jahre später und Edith ist inzwischen Mitte 40, sieht sie sich gemeinsam mit ihrem Mann Dieter, ihrer Tochter Andrea, ihrer Enkeltochter Nadine und ihrem geistig behinderten Sohn Torsten den alten Film im DEFA-Studio noch einmal am Schneidetisch an. Es ist der erste Drehtag.
Edith ist inzwischen Reichsbahn-Oberamtmann, hat noch während ihrer Lokführerzeit Ingenieurökonomie studiert und ist nun Beauftragte des Hauptbuchhalters in einem der Halleschen Bahnbetriebswerke. Obwohl sie jetzt im Büro arbeitet, fühlt sie sich im Lokschuppen immer noch zu Hause. Ein großer Einschnitt in ihrem Leben war die Geburt ihres heute 15-jährigen Sohnes Torsten, der mit einem Gehirnschaden zur Welt kam. Er gilt als nicht bildungsfähig und Edith musste ihr Leben nach seiner Geburt völlig neu anfangen. Jeden Tag um 15.30 Uhr holt sie Torsten aus der Kindereinrichtung ab. Sie führt jetzt ein Leben nach der Uhr. Meistens holt sie auch noch ihre Enkeltochter ab, denn Andrea arbeitet im Schichtsystem. Trotz der Belastungen war Edith immer berufstätig, nur im ersten Lebensjahr ihres Sohnes hat sie teilweise verkürzt gearbeitet.
Die Tochter Andrea ist 20 Jahre alt und Facharbeiterin für Eisenbahntransporttechnik. Ihr Studium an der Ingenieursschule in Gotha hat sie vorübergehend ausgesetzt und muss nun noch eine Prüfung wiederholen. Jetzt arbeitet sie als Fahrdienstleiterin in einem Stellwerk nahe dem Bahnhof Reußen. Das ist eine Arbeit, die ihr Spaß macht, denn sie hat mit Technik und Kraft zu tun, eine Arbeit im Büro würde für sie nicht in Frage kommen. Im Stellwerk erzählt sie über ihr Leben und wie sie zu diesem Beruf kam. Wir erfahren, dass sie bereits im Alter von 15 Jahren schwanger wurde. Aber Lust auf Abenteuer hat sie immer noch.
Dieter lernen wir während einer Kontrollfahrt auf einer E-Lok kennen, denn er ist Abteilungsleiter der Triebwagenführer und das gehört mit zu seinen Aufgaben. Bereits zu Zeiten der Dampf-Lokomotiven hat er auf solchen gearbeitet, seine Vorfahren waren bereits seit 1840 bei der Eisenbahn beschäftigt. Als er Edith nach seiner Scheidung von seiner ersten Frau heiratete, haben sie sich vorgenommen, dass weder die Ehe noch der Beruf zu kurz kommen darf. Er erzählt, wie er von der Behinderung seines Sohnes erfahren hat, dass es zuerst ein Schreck für ihn war. Doch als es darum ging, wie es mit Torsten weitergehen soll, waren sich er und Edith einig, ihn in der eigenen Familie großzuziehen. Heute stellt Dieter fest, dass es eine schwere Zeit war, aber beide freuen sich, was sie alles mit dem Jungen geschafft haben. Auch das Zusammenleben mit der Enkeltochter wirkt sich positiv auf Torsten aus, denn von dem gemeinsamen Lernen profitiert auch er.

## Produktion und Veröffentlichung
Eisenbahnerfamilie wurde von der KAG document auf ORWO-Color, mit häufigen Schwarzweißfilm-Sequenzen aus dem Diplomfilm Karlheinz Munds 15.000 Volt von 1963 bei der Hochschule für Film und Fernsehen der DDR, im Auftrag des Fernsehens der DDR gedreht.
Die Uraufführung fand am 17. Januar 1984 im 1. Programm des Fernsehens der DDR statt. Die erste Vorstellung auf großer Leinwand war am 19. Januar 1984 Bestandteil der Veranstaltungsreihe Dokumentarisches über gestern und heute, die vom Klub der Werktätigen Bruno Apitz in Zusammenarbeit mit dem DEFA-Studio für Dokumentarfilm im Informationszentrum am Fernsehturm gestaltet wurde.

## Kritik
Henryk Goldberg äußerte sich im Neuen Deutschland folgendermaßen:

„Karl-Heinz Mund drehte vor 20 Jahren seinen Diplomfilm über die beispielgebende Frau, jetzt nutzte er das alte Material als eine Art Einstieg für ein Familienporträt, dem maßstabsetzende Qualität für fernsehpublizistische Arbeiten zugesprochen werden kann. Diese Qualität resultiert zum einen aus der glücklichen Wahl der Partner und zum anderen aus dem Vermögen, empfindsam eine diesen Partnern entsprechende Erzählweise zu finden, eine filmische Technik, die aus dem Lebensstil, der Mentalität der Porträtierten erwächst und nicht aus dieser oder jener ästhetischen Auffassung des Regisseurs. Die Achtung, mit der sich Mund seiner Eisenbahnerfamilie nähert übertrug sich auch auf den Betrachter.“